# Aléxandros Othonaíos
 (décembre 2023).
Si vous disposez d'ouvrages ou d'articles de référence ou si vous connaissez des sites web de qualité traitant du thème abordé ici, merci de compléter l'article en donnant les références utiles à sa vérifiabilité et en les liant à la section « Notes et références ».
Aléxandros Othonaíos (en grec moderne : Αλέξανδρος Οθωναίος) est un homme politique grec né à Gýthio en 1879 et décédé à Athènes le 20 septembre 1970. Il est premier ministre de la Grèce durant quelques jours en mars 1933.

## Biographie
Il participe aux luttes contre les Bulgares en Macédoine entre 1904 et 1908 sous le nom de guerre de Kapetan Palamidis, ainsi qu'aux Guerres balkaniques de 1912-1913. Pendant le Schisme national, il prend le parti de Elefthérios Venizélos, puis combat sur front macédonien pendant la Première Guerre mondiale. Il fait partie également, avec le grade de colonel, de l'expédition alliée en Ukraine (1919). Par la suite, il est nommé commandant de la Division Kydoniai et participe à l'occupation du district de Smyrne pendant les premiers mois de la campagne d'Asie Mineure. Après la défaite électorale de Venizélos de 1920, il est renvoyé de l'armée et s'enfuit à Constantinople, où il rejoint en exil d'autres officiers vénizélistes.
Il est rappelé après la défaite catastrophique et la révolte militaire dirigée par les colonels Nikólaos Plastíras et Stylianós Gonatás. Othonaíos est nommé juge principal du tribunal militaire lors du fameux « procès des six ». Il est promu au grade de lieutenant général en 1923, commandant des 2e et 3e corps d'armée, mais il démissionne après le coup d'État du général Theódoros Pángalos en 1925.
Il réintègre l'armée en 1928. Du 6 au 10 mars il dirige le gouvernement militaire formé pour contrer la tentative de coup de Nikólaos Plastíras. Partisan vénizéliste et républicain, il doit de nouveau, comme de nombreux républicains, quitter l'armée à la suite d'une tentative avortée de coup d'État vénizéliste deux ans plus tard.
Par la suite, la monarchie est restaurée, et une dictature conservatrice est instaurée par le général Ioánnis Metaxás. Durant cette période, et pendant l'occupation par les forces de l'Axe qui a suivi, Othonaíos reste en Grèce, mais n'a aucune activité politique. Après la Libération en octobre 1944, il a été nommé commandant en chef en raison de ses références démocratiques, mais la virulence du combat politique qui entraine rapidement la guerre civile grecque, l'amène à démissionner définitivement en 1945.